# Şehzade Demir
Şehzade Demir (* 1974 in Çığır) ist ein türkischer Politiker und Journalist. Er sitzt seit Mai 2023 als Abgeordneter im türkischen Parlament.

## Biografie
Seine Grundschulbildung absolvierte Demir in Çığır, die Mittel- und Oberschulbildung in Nusaybin. Anschließend setzte er sein Studium im Fach Internationale Beziehungen an der Wirtschaftswissenschaftlichen Fakultät der Eskişehir Osmangazi Universität fort.
Als Gründungsmitglied der Hür Dava Partisi bekleidet Demir die Positionen des stellvertretenden Vorsitzenden und des Leiters der politischen Angelegenheiten. Bei den Parlamentswahlen 2023 wurde er über die Liste der Adalet ve Kalkınma Partisi als Abgeordneter für Gaziantep ins Parlament gewählt.
Demir ist verheiratet und Vater von fünf Kindern.